# Era del Manuel
Era del Manuel és una obra de Selvanera, al municipi de Torrefeta i Florejacs (Segarra) inclosa a l'Inventari del Patrimoni Arquitectònic de Catalunya.

## Descripció
Construcció de pedra de dos d'aixecada i una planta baixa.
Al nord es troba la façana principal, en la qual hi ha una porta d'accés amb una llinda, en la que hi ha representades tres creus de diferents dimensions, i quatre obertures disposades de dos en dos, una sempre més gran que l'altra. Al pis superior es repeteix l'esquema de les quatre finestres, però aquestes no tenen ampit i són de la mateixa grandària. Les façanes est i oest queden anul·lades per edificis adjunts construïts amb posterioritat. Només al sud es poden veure dues obertures més.
Les quatre façanes mostren filades de carreus irregulars de pedra de petita mida.